# Trangölen (Malexanders socken, Östergötland)
Trangölen är en sjö i Boxholms kommun i Östergötland och ingår i Motala ströms huvudavrinningsområde.